# 틴틴: 유니콘호의 비밀
틴틴: 유니콘호의 비밀(The Adventures of Tintin: The Secret of the Unicorn)은 2011년 공개된 모험 영화이다. 벨기에의 만화 시리즈 《땡땡의 모험》을 원작으로 한 실사영화로 스티븐 스필버그와 그의 사단이 연출을 하고 피터 잭슨도 제작에 참여하였다. 그리고 각본은 스티븐 모펏, 에드거 라이트, 조 코니시가 썼다. 주인공 땡떙 역에는 제이미 벨이 캐스팅되었다.

## 줄거리
전후 브뤼셀에서 젊은 기자 땡땡은 애완견 밀루와 함께 야외 시장을 둘러보다가 유니콘호라는 배의 모형을 구매한다. 그는 인터폴 경찰관인 바너비와 배 수집가인 이반 이바노비치 사카린에게 다가와서 모형을 땡땡에게서 구매하려 하지만 실패한다. 땡땡이 모형을 아파트의 집으로 가져가자, 밀루와 고양이의 추격전 도중에 실수로 부서진다. 그러자 양피지 두루마리가 미끄러져 가구 밑으로 굴러들어간다. 한편, 어설픈 경찰 형사 톰슨과 톰슨은 소매치기인 아리스티데스 실크를 추적하고 있다.
해양 도서관을 방문하여 유니콘호를 둘러싼 역사를 파헤친 땡땡은 유니콘호가 도난당한 것을 발견하고 돌아온다. 사카린을 의심한 그는 멀린스파이크 홀로 가서 절도죄로 그를 고발하지만, 사카린의 모형이 부서지지 않은 것을 보고 두 개의 유니콘호 모형이 있다는 것을 깨닫는다. 땡땡은 아파트로 돌아와서 난장판이 된 것을 발견한다. 밀루는 그에게 두루마리를 보여주지만, 바너비가 도착하여 방해를 받는다. 바너비는 유니콘호를 회수하려다가 암살당한다. 땡땡은 두루마리를 지갑에 넣지만, 다음 날 아침 실크에게 소매치기를 당한다.
나중에 땡땡은 사카린의 공범들에게 납치되어 SS 카라부잔에 감금된다. 그는 사카린이 배 승무원들과 동맹을 맺고 반란을 일으켜 통제권을 장악했다는 것을 알게 된다. 배 안에서 땡땡은 아치볼드 해독을 만난다. 그는 항상 술에 취해 과거의 대부분을 기억하지 못하는 배의 선장이다. 땡땡, 해독, 밀루는 결국 승무원들을 따돌리고 구명보트를 타고 카라부잔에서 탈출하여 두 번째 구명보트를 사용하여 죽음을 위장하려 하지만, 사카린은 속임수를 간파하고 수상기를 보내 그들을 찾아 붙잡는다. 구명보트 위에서 춥고 목마른 해독은 어리석게도 몰래 가져온 위스키 병을 사용하여 배 안에서 불을 피우려다가 실수로 거대한 폭발을 일으켜 배가 뒤집히고 세 사람은 그 위에 좌초된다. 세 사람은 비행기를 탈취하여 가상의 모로코 항구 바가르로 향한다. 그러나 수상기는 연료 부족과 폭풍우로 인해 사막에 추락한다.
사막을 횡단하는 동안 해독은 환각을 경험하고, 유니콘호의 17세기 선장이자 보물로 가득 찬 배가 붉은 랙햄이 이끄는 해적선 승무원들에게 공격당한 자신의 조상인 프랜시스 해독 경을 떠올린다. 프랜시스 경은 랙햄의 손에 넘어가지 않도록 유니콘호와 대부분의 보물을 포기하고 결국 침몰시켰다. 이 이야기는 세 개의 유니콘호 모형이 있었고, 각 모형에는 두루마리가 들어 있었으며, 이 두루마리들을 합치면 침몰한 유니콘호와 그 보물의 위치 좌표를 알 수 있다는 것을 암시한다.
세 번째 모형은 바가르에 있으며 오마르 벤 살라드가 소유하고 있다. 사카린은 비앙카 카스타피오레 콘서트 중에 주의를 분산시켜 세 번째 두루마리를 훔친다. 도시를 가로지르는 추격전이 이어지며 그는 모든 두루마리를 손에 넣는다. 포기할 준비가 되었을 때 땡땡은 해독의 설득으로 계속 나아간다. 톰슨과 톰슨의 도움을 받아 땡땡과 해독은 사카린을 브뤼셀까지 추적하여 함정을 설치하지만, 사카린은 권총으로 체포에 저항한다. 그의 부하들이 그를 구하는 데 실패하자, 사카린은 부두의 크레인에서 해독에게 칼싸움을 제안한다. 사카린은 해독이 자신을 궁지에 몰아넣자 두루마리를 파괴하겠다고 위협하지만, 땡땡이 그에게서 두루마리를 빼앗는 데 성공한다. 싸움이 끝난 후, 사카린은 해독에 의해 배 밖으로 밀려나고 톰슨과 톰슨에게 체포된다.
땡땡, 해독, 밀루는 세 개의 두루마리에 이끌려 멀린스파이크 홀로 돌아온다. 해독은 존재하지 않는다고 알고 있는 섬이 있는 지구본을 주목하고 그것을 누르자, 지구본이 열리면서 프랜시스 경이 회수했던 보물 일부와 그의 모자, 그리고 유니콘호의 위치에 대한 단서가 드러난다. 영화는 두 사람이 난파선과 나머지 보물을 찾기 위한 탐험을 시작하기로 동의하면서 끝난다.

## 같이 보기
- 땡땡의 모험